# Szokeda
Szokeda (hebr. שוקדה) – moszaw położony w Samorządzie Regionu Sedot Negew, w Dystrykcie Południowym, w Izraelu.
Leży w środkowej części pustyni Negew, w pobliżu miasta Netiwot.

## Historia
Moszaw został założony w 1957 przez imigrantów z Maroka.

## Gospodarka
Gospodarka moszawu opiera się na intensywnym rolnictwie.